# Гарљава
Гарљава (литв. Garliava, рус. Годлево, пољ. Godlewo) је град у Литванији, у средишњем делу земље. Гарљава је насеље у оквиру општине Каунас у оквиру округа Каунас.
Дати градић Гарљава је најпознатији као највеће предграђе другог по величини града у Литванији, Каунаса. Град је смештен 10-ак километара јужно од њега.
Гарљава је по последњем попису из 2010. године имала 13.366 становника.